# Bharagonalia vittifrons
Bharagonalia vittifrons är en insektsart som beskrevs av Young 1986. Bharagonalia vittifrons ingår i släktet Bharagonalia och familjen dvärgstritar. Inga underarter finns listade i Catalogue of Life.